# Phreatia linearis
Phreatia linearis är en orkidéart som beskrevs av Henry Nicholas Ridley. Phreatia linearis ingår i släktet Phreatia och familjen orkidéer. Inga underarter finns listade i Catalogue of Life.